# Erik Törnros
Per Erik Valter Törnros, född 11 juni 1993 i Gävle, är en svensk fotbollsspelare (anfallare).

## Karriär
Törnros moderklubb är Gefle IF. Han blev uppflyttad i A-truppen 2010 och fick spela två matcher under sin första säsong. Den 29 augusti 2012 blev Törnros utlånad till IK Brage för resten av säsongen. Det blev totalt sju matcher samt två mål för Törnros under hans utlåning.
Törnros valde efter säsongen 2013 att lämna Gefle IF på grund av för lite speltid. Den 23 december 2013 skrev Törnros på ett tvåårskontrakt med IK Brage. I november 2014 skrev han på för Dalkurd FF.
I augusti 2016 lånades Törnros till finländska PS Kemi för resten av säsongen. Han gjorde åtta mål på 13 ligamatcher. Den 1 februari 2017 värvades Törnros av polska GKS Tychy.
Den 1 juli 2017 värvades Törnros av danska HB Køge, där han skrev på ett tvåårskontrakt. Den 1 februari 2018 värvades Törnros av Gefle IF, där han skrev på ett tvåårskontrakt.
I december 2018 värvades Törnros av FC Lahti, där han skrev på ett tvåårskontrakt. I mars 2020 kom Törnros överens med klubben om att bryta kontraktet.